# 靶場

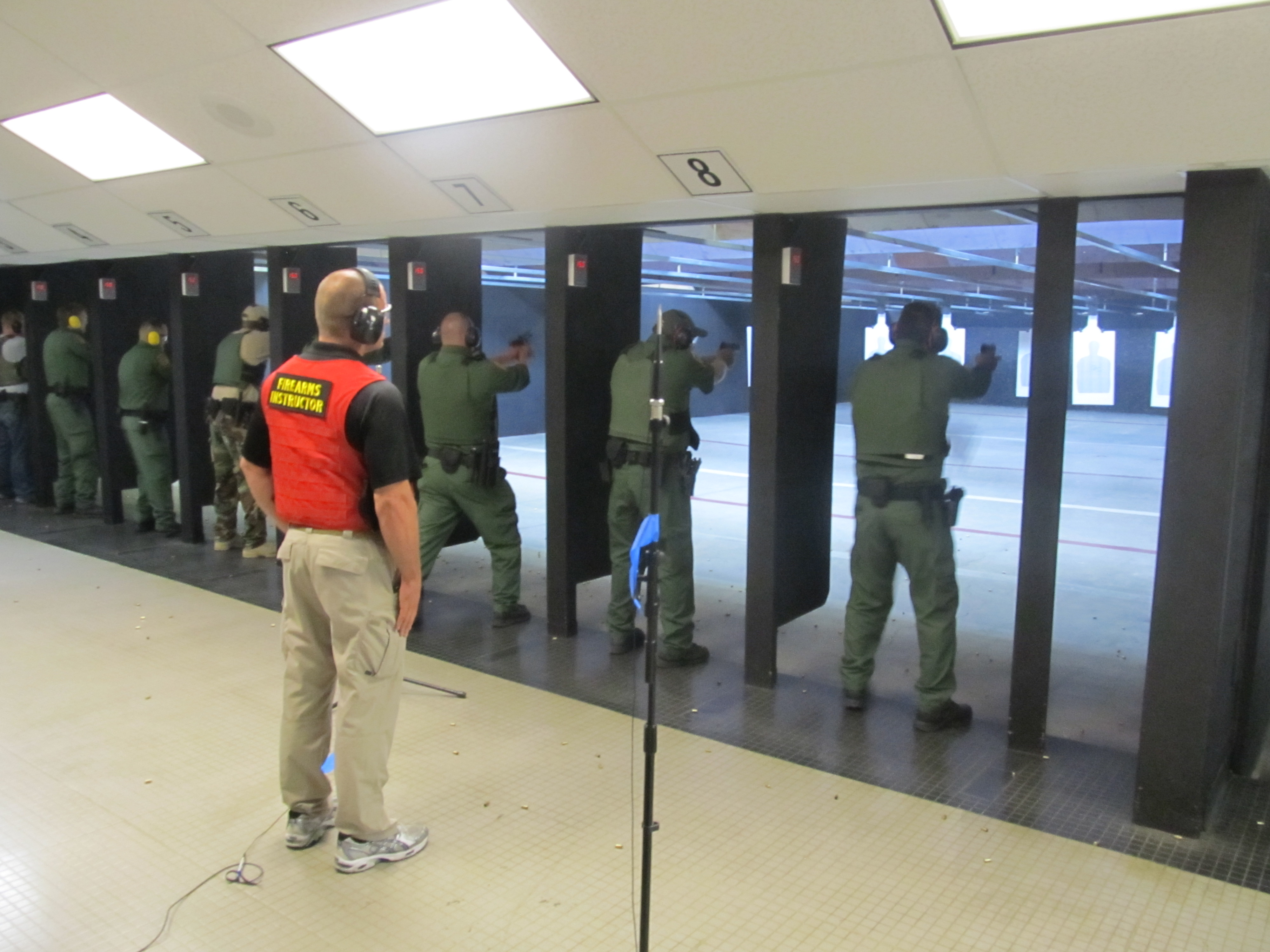
美国一家室内射击场

靶场又稱射击场，是专门讓枪支使用者用來训练、练习或比赛的设施、场所或场地。一些射击场由军事或执法机构运营，但大多数射击场是由平民和体育俱乐部私人運營，主要满足休闲射手的需求。每个设施通常由一个或多个监管人员监督。 
現今有室内和室外射击场，而且有些可能只限制使用某些类型的武器，如手枪或長管槍械。大多数室内射击场限制使用大威力口徑槍支、步枪或自動火器。
此外還有一種專門讓遊客使用玩具枪（通常是氣槍，甚至是水槍）的娱乐性射击场称作，通常位于遊樂園以及電子遊樂場内为来访人群提供安全的休闲游戏和娱乐，並且主辦方還會用各种玩偶、玩具和纪念品作为战利品奖励顾客。

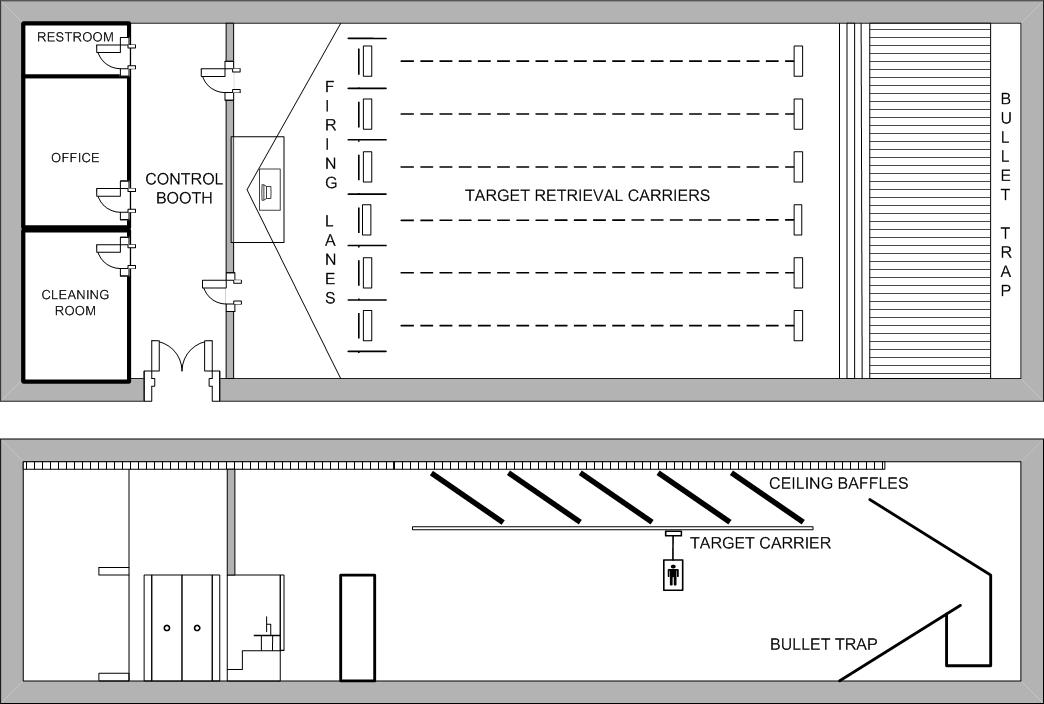
室内靶场的平面图和剖面图